# Malta International 1986
Die Malta International 1986 im Badminton fanden vom 9. bis zum 11. Mai 1986 in der De La Salle Sports Hall in Vittoriosa statt. Es war die 15. Auflage dieser internationalen Meisterschaften von Malta im Badminton.

## Sieger und Platzierte
| Disziplin    | Gold                                | Silber                            | Bronze                            |
| ------------ | ----------------------------------- | --------------------------------- | --------------------------------- |
| Herreneinzel | Dennis Tjin Asjoe                   | Martin Skovgaard                  | Nigel Smith                       |
| Herreneinzel | Dennis Tjin Asjoe                   | Martin Skovgaard                  | Hans-Dieter Nieth                 |
| Dameneinzel  | Doris Gerstenkorn                   | Bettina Villars                   | Helga Schönbauer                  |
| Dameneinzel  | Doris Gerstenkorn                   | Bettina Villars                   | Heidemarie Himsl                  |
| Herrendoppel | Martin Skovgaard Jens Møller Madsen | Thomas Althaus Jürgen van der Pot | Dennis Tjin Asjoe Martin Farrugia |
| Herrendoppel | Martin Skovgaard Jens Møller Madsen | Thomas Althaus Jürgen van der Pot | Nigel Smith Adam Turner           |
| Damendoppel  | Helga Schönbauer Heidemarie Himsl   | Doris Gerstenkorn Bettina Villars | Pfeil Andrea Roschinsky           |
| Damendoppel  | Helga Schönbauer Heidemarie Himsl   | Doris Gerstenkorn Bettina Villars | Ciechanowski Pauline Guest        |
| Mixed        | Andrew Mickleborough Pauline Guest  | Nigel Smith Lynda Smith           | Dennis Tjin Asjoe Joyce Abdilla   |
| Mixed        | Andrew Mickleborough Pauline Guest  | Nigel Smith Lynda Smith           | Martin Skovgaard Bergedahl        |

## Finalresultate
| Disziplin    | Sieger                              | Finalist                          | Ergebnis            |
| ------------ | ----------------------------------- | --------------------------------- | ------------------- |
| Herreneinzel | Dennis Tjin Asjoe                   | Martin Skovgaard                  | 15-10, 15-5         |
| Dameneinzel  | Doris Gerstenkorn                   | Bettina Villars                   | 11-8, 11-8          |
| Herrendoppel | Martin Skovgaard Jens Møller Madsen | Thomas Althaus Jürgen van der Pot | 4-15, 18-15, 15-9   |
| Damendoppel  | Helga Schönbauer Heidemarie Himsl   | Doris Gerstenkorn Bettina Villars | 15-12, 11-15, 15-12 |
| Mixed        | Andrew Mickleborough Pauline Guest  | Nigel Smith Lynda Smith           | 13-18, 15-6, 15-6   |